# Східна Європа (фонд)
Фонд Східна Європа (ФСЄ) — українська неприбуткова благодійна неурядова організація. Фонд засновано у листопаді 2007-го, але розпочав роботу з січня наступного року. Він входить до мережі, створеної Фондом Євразія, що складається з національних і регіональних фондів в Азербайджані, Арменії, Бєларусі, Грузії, Казахстані, Киргизстані, Молдові, РФ, Таджикистані, Туркменістані. Центральний офіс ФСЄ розташовано в Києві.
Місія фонду — трансформувати Україну в державу, яка служить людям.

## Історія

### 2007–2010
- У листопаді 2007 року Фонд Східна Європа фактично стартував, відділившись від Фонду Євразія (почав свою діяльність в Україні в 1992 році) та продовживши роботу над проєктом «Енергоефективність: місцеві партнерські ініціативи» (2006—2010).

- Його діяльність de-jure розпочалась з 1 січня 2008 року[1]. Того року ФСЄ надавав гранти львівським ГО на створення недержавних центрів зайнятості для людей з обмеженими можливостями[2]. Також у 2008-му відбувся майстер-клас за сприяння BAT та ФСЄ у партнерстві із українським діловим журналом «Експерт». Семінар був організований Чернігівською обласною держадміністрацією, яка зацікавлена в надходженні інвестицій[3]. А ще почався проєкт «Кожен має право на працю: партнерство заради покращання можливостей працевлаштування вразливих груп молоді»[4] (2008—2017).

- Наступного року стартували проєкти «Світ без обмежень: вільний доступ для людей з особливими потребами» (2009—2012), «Зелений пакет — Україна» (2009—2014)[5] і «Об‘єднаймося заради реформ» (2009—2012). Зокрема тоді ФСЄ співпрацював з ГО «Надія Дрогобич»[6].

- У 2010 році напрямки роботи Фонду звучали наступним чином: просування ідеї корпоративної соціальної відповідальності; місцевий економічний розвиток; муніципальні партнерства; бізнес та економічна освіта; сприяння ефективній роботі органів державної влади та місцевого самоврядування[7].Тоді ж USAID, ФСЄ і Міжнародний Дитячий Фонд оголошують конкурс в рамках спільного проєкту «Кожен має право на працю: партнерство для покращення можливостей працевлаштування соціальних сиріт в м. Бердичів»[8]. В рамках цього ж проєкту до Львова було організовано прес-тур[9]. Також ФСЄ почав займатись питаннями енергоефективності[10]. Разом з Carlsberg Group на Рівненщині стартувала підтримка ГО для людей з особливими потребами[11]. У Сумській та Полтавській областях Фонд Східна Європа та Telenor створюють центри соціальної активності для літніх людей[12]. Також ФСЄ розпочав проєкт USAID «Державно-приватне партнерство: нові можливості для економічного росту», який тривав до 2015 року[13], і долучився до консорціуму «Сприяння соціальному підприємництву в Україні» (2010 — 2013), куди увійшли Британська рада, Міжнародний фонд "Відродження", аудиторська компанія PricewaterhouseCoopers, Erste Bank, державна організація «Український фонд підтримки підприємництва»[14][15]. А ще почали проєкт «Розвиток соціального підприємництва та створення нових робочих місць» (2010—2013) в рамках якого заснували координаційні організації з соцпідприємництва у Донецьку, Львові, АРК[16][17].

### 2011— 2014
- 2011 року Фонд був однією з п'яти міжнародних організацій, які надавали основну фінансову та інформаційно-консультативну підтримку для розвитку соціального підприємництва в країні[18]. У 2011 році ФСЄ підтримав проєкт з впровадження у Дніпропетровську соціального замовлення[19], займався популяризацією корпоративного волонтерства[20], підтримав проєкти «Удосконалення професійної освіти в Харківській області»[21], «Енергоефективні технології на службі у людей», «Чиста енергія» для Дніпропетровщини (2011—2014) і «Обмін кращими практиками місцевого самоврядування».

- У 2012 році почався проєкт «Відкрите місто» (програма «Ефективне управління та громадянське суспільство») і було розроблено його вебсайт www.opencity.in.ua[22]. Цього ж року було реалізовано проєкт з енергоефективності «Стимулювання відновлюваної та альтернативної енергетики у Севастополі та Інкермані». У 2012 році ПАТ «Укрсоцбанк», UniCredit Foundation та ФСЄ презентували широкому загалу чотири спільні соціальні проєкти спрямовані на соціальну інтеграцію незахищених верств населення та розвитку місцевих громад в Україні[23]. Також Ерсте Банк та Фонд Східна Європа пропонували соціальним підприємствам фінансування у формі кредиту та гранту[24]. В галузі децентралізації ФСЄ «сприяв встановленню та посиленню партнерства між неурядовими організаціями, місцевою владою, бізнесом та іншими зацікавленими сторонами; посилював потенціал своїх партнерів, аби вони ефективніше реалізовували власні цілі. Для цього ФСЄ забезпечував партнерів необхідними знаннями та навичками, надавав фінансову підтримку та інші ресурси; підтримував створення і поширення інноваційних моделей розвитку та сприяв налагодженню співпраці серед своїх партнерів»[25][26]. А 27 листопада 2012 року в Києві проводилась конференція «Україна: чи прокидається сплячий тигр?» Організаторами виступили газета Kyiv Post та ФСЄ[27]. Також Фонд реалізував дворічний проєкт «Твій місцевий депутат: моніторинг діяльності депутатів місцевих рад в Україні (Волинська область)»[28] і проєкт «Залучення молоді до активної участі у виборах та протидії порушенням під час їх проведення в Тернопільській області»[29].

- 2013 року Фонд Східна Європа зосереджує свої зусилля на популяризації та просуванні ідей державно-приватного партнерства, соціального підприємництва та корпоративної соціальної відповідальності. Традиційно у центрі уваги Фонду — енергоефективність та впровадження енергозбереження на об'єктах соціальної сфери[30]: реалізуються проєкти «Соціальна компетентність дітей-сиріт та дітей, позбавлених батьківського піклування»[31], «Налагодження зв'язків між громадськими організаціями, бізнес-асоціаціями та масмедіа з Молдови, України та Росії задля запобігання конфліктам у Придністров'ї»[32], «Програма USAID РАДА: відповідальність, підзвітність та демократичне парламентське представництво», а також завершено проєкт «Підвищення обізнаності щодо КСВ та кращих міжнародних стандартів» (2010—2013). Ще ФСЄ адміністрував для Shell конкурс «Участь регіональних екологічних організацій та громадськості в оцінці екологічного стану Юзівської ділянки з метою мінімізації впливу на навколишнє середовище при проведенні геологорозвідувальних робіт»[33][34].

- Наступного року почалось впровадження трирічної програми USAID «Лідерство в економічному урядуванні» (2014—2017)[35], метою якої було втілення вагомих та сталих реформ у секторі МСБ на центральному і регіональному (Вінницька, Київська, Львівська, Тернопільська, Херсонська області) рівнях шляхом розробки та впровадження необхідних законодавчих ініціатив та регуляторних процедур, а також підтримки бізнес-асоціацій. В сфері енергоефективності ФСЄ провів конкурс на отримання двома містами Галичини по 400000 грн міжнародної цільової допомоги на реалізацію заходів з енергозбереження[36]. Було знято документальний фільм «Пролісок» про соціальну роботу ФСЄ[37]. Відбулись регіональні семінари програми РАДА «Громадський контроль за діяльністю влади»[38]. А проєкт «Відкрите місто» запустився у Тернополі[39].

### 2015–2019
- Протягом 2015 року ФСЄ реалізовував проєкти «Сприяння плюралізму та діалогу в українському суспільстві»[40]; «Влада та громада: інновації для розвитку»; «Рівні можливості для людей з особливими потребами»; «Центри для людей похилого віку»; «Нові можливості для вразливої молоді»; «Сприяння розвитку соціального підприємництва»[41]. В Одесі ФСЄ долучився до запуску ЦНАП-у нового типу[42]. Відбувся успішний перезапуск платформи «Відкрите місто»[43][44]. Створено відповідні мобільні додатки[45], зокрема, у Тернополі, Києві, Вінниці[46]. Почався запуск швейцарсько-української Програми EGAP[47], проєкта «Депутати для громади»[48]. Надавалися кошти на проєкт «Підвищення спроможності спеціалістів щодо психо-соціальної адаптації внутрішньо переміщених сімей з дітьми»[49]. На кошти World Jewish Relief в рамках проєкту «Кожен має право на працю» створено соціальну рекламу «Реальні історії працевлаштування людей з особливими потребами в Україні»[50]. Згодом у Львові проведено тренінг для HR-спеціалістів з працевлаштування людей з інвалідністю в ІТ-сфері[51]. А ГО «Нитка Аріадни» організувала в Іршанську семінар «Толерантність і профілактика крос-культурних конфліктів. Життя на новому місті — переваги та виклики» в рамках проєкту ФСЄ «Налагодження системи відновлення психічного здоров'я та соціальної адаптації переселенців у Житомирській області в місцях їхнього компактного проживання» на кошти UniCredit[52]. В контексті реформи органів місцевого самоврядування ФСЄ провів конкурс місцевих грантів на кошти ЄС (проєкт «Підтримка реформи місцевого самоврядування в Україні»)[53], разом з іншими донорами долучився до створення гайд-парку в рамках вінницького Open Air Форума «Громада-Влада-Бізнес: Стратегічний Діалог»[54], а також разом з Center for Innovation Development розвивав проєкт Open Microphone Policy Dialogs on E-democracy[55]. Програма РАДА провела два тренінги «Ефективні комунікації: як використовувати інструменти Інтернету та соцмедіа для народних депутатів»[56]. Про роботу з популяризації електронної демократії на місцях чернігівська преса писала: «Після ратифікації Меморандуму з БО „Фонд Східна Європа“ Чернігівська міська рада, у лютому приєдналася до Єдиної системи місцевих електронних петицій — e-dem.in.ua. За цей час на сайті для збору підписів було опубліковано більше 100 петицій, з яких майже 40 отримали відповіді. Тобто, чернігівці у середньому пишуть більше ніж одну петицію в день»[57]. Того ж року ФСЄ оголосив у липні конкурс в рамках програми «Відкрите місто: посилення участі громадян у розвитку місцевої громади м. Бурштин» (фінансувався ДТЕК)[58]. У 2015-му також почався проєкт «Муніципальні партнерства для покращення енергоефективності у Самборі та Жовкві» (2015—2017). Протягом свого існування Програма ФСЄ «Екологія та навколишнє середовище» реалізовувала проєкти «Розумне енергоспоживання для добробуту громад Львівщини» (2013—2017); «Енергоефективний Зеленодольськ» (2012—2013); «Енергоефективність: місцеві партнерські ініціативи» (2006—2010); «Чиста енергія: партнерство для майбутнього Дніпропетровщини» (2011—2013); «Зелена школа — зелена країна»[59]

- У 2016 році завершено дворічний проєкт «Ціна Держави»[60], проведено проєкти «Ефективне управління: Залучення громадськості до розробки адміністративно-територіальної реформи»[61], «Підтримка діалогової та медійної компетенції як шлях до порозуміння в українському суспільстві та поза його межами» і розпочато проєкт з соціального підприємництва (2016—2019).

- Протягом 2017 року, окрім всього іншого, впроваджувався проєкт «Соціальне підприємництво як ефективний інструмент громадянського суспільства для врегулювання соціально-економічних конфліктів в пост-військовому просторі».

- У 2018 році розпочато однорічну Програму місцевого системного розвитку в рамках проєкту USAID «Підтримка аграрного і сільського розвитку». В сфері енергоефективності розпочато дворічний проєкт «Створення інформаційної платформи з енергоефективності та проведення комплексної реновації будівлі Мінрегіона», проєкт з покращення енергоефективності у львівському Охматдиті, міжнародний проєкт з корпоративного волонтерства, а також успішно завершено дворічний проєкт «Публічні бюджети від А до Я: Інформування, активізація та залучення громадянського суспільства» за підтримки ЄС і ПАУСІ.

- У 2019 році Програму EGAP подовжено на другий етап, до 2023 року[62], в рамках якого розвивається вебплатформа E-Dem. За підтримки Посольства Великої Британії в Україні стартував проєкт для ветеранів All4One (2019—2020), а також почався дворічний проєкт зі шкільного підприємництва. Також втретє успішно проведено конкурс стартапів з відкритих даних Open Data Challenge[63]. А після парламентських виборів програма USAID РАДА провела тренінги для членів чи не всіх фракцій і депутатських груп. Також було відкрито Освітній центр при ВРУ.

## Напрямки роботи
- Місцевий соціальний розвиток
- Місцевий економічний розвиток
- Ефективне управління та громадянське суспільство
- Екологія та енергоефективність

## Фінансування фонду
Фінансову підтримку фонд отримує від:
- Фонд Євразія
- USAID
- Фонд Ч. С. Мотта
- SIDA
- Швейцарська агенція розвитку та співробітництва
- Childfund Deutschland
- GIZ
- Стенфордський університет
- Посольство Великої Британії в Україні

## Виконавчі директори
- 2008 — 2011 — Тімоті Пайлат
- 2011 — Віктор Лях

## Нагороди, відзнаки та номінації
- 2015 рік — Номінація «Витрати у сфері довкілля, енергозбереження, захисту тварин» (7714788 грн протягом 2013 і 2014 років)[65].

## Відомі особи, пов'язані з ФСЄ
- Олексій Гарань
- Ігор Когут
- Іванна Климпуш-Цинцадзе
- Петро Чернишов
- Вільям Тейлор
- Віталій Сич
- Андрій Мелешевич
- Олексій Кредісов

### Правління
- Тімур Бондарєв
- Михайло Боцюрків
- Надія Васильєва
- Сергій Гусовський
- Віктор Лях
- Роберт О'Донован
- Олеся Островська-Люта
- Стівен Пайфер
- Олександр Почкун
- Наталя Попович
- Олег Тимків
- Мелінда Харінг

### Консультативна рада
- Тронд Мое
- Сандра Уілет Джексон
- Морган Вільямс
- Маргарита Карпенко
- Анна Дерев'янко

## Видання
- 2009 рік — Профорієнтація молоді з інвалідністю [Архівовано 2 червня 2021 у Wayback Machine.]
- 2010 рік — ПРАЦЕВЛАШТУВАННЯ МОЛОДІ З ІНВАЛІДНІСТЮ [Архівовано 2 червня 2021 у Wayback Machine.]
- 2011 рік — Кращі практики щодо енергозбереження у житлово-комунальному господарстві України [Архівовано 15 червня 2021 у Wayback Machine.]
- 2011 рік — Підготовка та реалізація проєктів публічно-приватного партнерства. Практичний посібник для органів місцевої влади та бізнесу [Архівовано 2 червня 2021 у Wayback Machine.]
- 2011 рік — Каталог проєктів щодо енергозбереження у житлово-комунальному господарстві України
- 2011 рік — Вчимося самостійності: навчально-методичний посібник для тренерів дітей-сиріт
- 2012 рік — Громадський контроль в житлово-комунальній сфері: роль органів самоорганізації населення
- 2014 рік — Ваш рахунок за 2013 рік, або Як розуміти державний бюджет [Архівовано 14 травня 2021 у Wayback Machine.]
- 2014 рік — БЮДЖЕТНА ПІДТРИМКА ЄС В УКРАЇНІ [Архівовано 14 травня 2021 у Wayback Machine.]
- 2014 рік — БЮДЖЕТНА ПІДТРИМКА ЄС В УКРАЇНІ: УЧАСТЬ ГРОМАДЯНСЬКОГО СУСПІЛЬСТВА [Архівовано 14 травня 2021 у Wayback Machine.]
- 2014 рік — ПРАВИЛА ОФОРМЛЕННЯ ПРОЄКТІВ ЗАКОНІВ ТА ОСНОВНІ ВИМОГИ ЗАКОНОДАВЧОЇ ТЕХНІКИ [Архівовано 14 травня 2021 у Wayback Machine.]
- 2014 рік — ОСНОВНІ АСПЕКТИ ЗАКОНОТВОРЧОГО ПРОЦЕСУ [Архівовано 14 травня 2021 у Wayback Machine.]
- 2014 рік — Кращі практики з електронного урядування в Дніпропетровській області [Архівовано 14 травня 2021 у Wayback Machine.]. Проєкт 2008—2013 років.
- 2015 рік — Психосоціальна допомога внутрішньо переміщеним дітям, їхнім батькам та сім'ям з дітьми зі Сходу України [Архівовано 2 червня 2021 у Wayback Machine.]
- 2015 рік — Біла книга. Політика розвитку МСП в Україні [Архівовано 2 червня 2021 у Wayback Machine.]
- 2016 рік — Моніторинг і оцінювання адвокації [Архівовано 2 червня 2021 у Wayback Machine.]
- 2016 рік — Моделі фінансування заходів з підвищення енергоефективності для бюджетних установ Львівської області [Архівовано 2 червня 2021 у Wayback Machine.]
- 2016 рік — Керівництво з питань фінансування заходів з підвищення енергоефективності об'єктів бюджетної сфери Львівської області [Архівовано 2 червня 2021 у Wayback Machine.]
- 2017 рік — Розвиток основних комунікативних компетенцій співробітників Центрів надання адміністративних послуг: презент. мат-ли / уклад. О.Вороніна, Т.Горобець. — Київ, фонд Східна Європа 2017. — 56 с[66].
- 2017 рік — ПОСИЛЕННЯ ПРОЗОРОСТІ ТА ПІДВИЩЕННЯ ЕФЕКТИВНОСТІ ВИКОРИСТАННЯ КОШТІВ МІСЦЕВИХ БЮДЖЕТІВ ЧЕРНІГІВСЬКОЇ ОБЛАСТІ [Архівовано 14 травня 2021 у Wayback Machine.]
- 2017 рік — МЕДІАЦІЯ В ШКОЛАХ. РІВНІ КОНФЛІКТІВ. ПРАКТИКА ЇХ ВИРІШЕННЯ [Архівовано 21 вересня 2020 у Wayback Machine.] в рамках проєкту «Медіація як рушійна сила до порозуміння в українському суспільстві та поза його межами».
- 2017 рік — ДЕЦЕНТРАЛІЗАЦІЯ: ОБ'ЄДНАНІ ГРОМАДИ. НОВІ МОЖЛИВОСТІ [Архівовано 2 червня 2021 у Wayback Machine.]
- 2017 рік — ГРОМАДСЬКИЙ МОНІТОРИНГ УПРАВЛІННЯ ДЕРЖАВНИМИ ФІНАНСАМИ [Архівовано 2 червня 2021 у Wayback Machine.]
- 2017 рік — СОЦІАЛЬНЕ ПІДПРИЄМНИЦТВО: ВІД ІДЕЇ ДО СУСПІЛЬНИХ ЗМІН [Архівовано 2 червня 2021 у Wayback Machine.]
- 2017 рік — ШКОЛА БЮДЖЕТНОЇ ГРАМОТНОСТІ ДЛЯ ГРОМАДСЬКИХ ОРГАНІЗАЦІЙ [Архівовано 2 червня 2021 у Wayback Machine.]
- 2017 рік — УДОСКОНАЛЕННЯ ДОСТУПУ ДО ІНФОРМАЦІЇ З ПИТАНЬ БЮДЖЕТУ: аналіз витрат і вигод [Архівовано 14 травня 2021 у Wayback Machine.]
- 2017 рік — Методологія оцінки прозорості місцевих бюджетів [Архівовано 14 травня 2021 у Wayback Machine.]
- 2019 рік — Як прискорити трансформацію, що пробудить потенціал ваших слухачів для спільного творення нашого світу [Архівовано 2 червня 2021 у Wayback Machine.]

## Інше
- В кінці 2013 року ФСЄ і його проєкти неодноразово згадуються у звіті «Справка об иностранном влиянии на развитие общественно-политической ситуации в Украине», виконаному за замовленням ПРУ[67]
- В 2000-х просував КСВ[68]
- Член Українського форуму благодійників з 2008 року[69]
- ФСЄ співпрацює з НАДУ[70], Мінцифрою, КМУ, ДСНС, Мінюстом, ДМС, Мінсоцом, Асоціацією міст України тощо.